# Tabun
Le tabun est un gaz neurotoxique dangereux par inhalation ou contact épidermique, comme le soman et le sarin. Cependant, sa nocivité est moins importante que celle du soman. Il se présente sous la forme d'un liquide incolore ou brun selon son degré de pureté. Son nom IUPAC est le N-diméthylaminocyanophosphite d'éthyle.

## Symptômes
Les symptômes peuvent varier d’un individu à l’autre, mais les plus observés sont :
- vomissements
- salivations
- diarrhées
- vertiges
- coma

Le tabun s’attaque au système nerveux et à l’appareil respiratoire. C’est la paralysie de l’appareil respiratoire et le resserrement des bronches qui provoquent la mort en l’espace d’une vingtaine de minutes.

## Traitement
Dans l’immédiat, il faut retirer ses vêtements et se laver les yeux et la peau avec de l’eau et du savon. Le principal antidote est l'atropine.